# طارق
سورهٔ طارق سورهٔ ۸۶ام قرآن است، دارای ۱۷ آیه است، و سوره‌ای مکی است. این سوره دو محور اساسی دارد: (۱) معاد و رستاخیز و (۲) قرآن و اهمیت آن. سوره با سوگندهایی به آسمان و طارق (ستارهٔ کوبنده شب) آغاز می‌گردد و سپس برای اثبات ممکن‌بودن وقوع معاد چنین استدلال می‌کند که خداوندی که توانسته است انسان را بیافریند، می‌تواند او را پس از مرگ نیز دوباره زنده گرداند. پس از اشاره به ویژگی‌های رستاخیز و اهمیت قرآن، کافران را به عذاب در جهان آخرت تهدید می‌کند.